# Afaese Manoa
Afaese Manoa (Funafuti, 1942) è uno scrittore e musicista tuvaluano, noto soprattutto come autore del testo (in lingua tuvaluana) e della musica dell'inno nazionale della nazione insulare polinesiana di Tuvalu. La composizione di Manoa fu adottata come inno nazionale nel 1978, anno dell'indipendenza di Tuvalu dal Regno Unito.

## Biografia
Manoa è il più noto scrittore in tuvaluano, lingua in cui non esiste una vasta letteratura. Analogamente ad altri scrittori dell'Oceania, come Joanne Gobure di Nauru, dai suoi testi traspare un forte senso religioso.
Attivamente impegnato per la conservazione della lingua tuvaluana, dal 2004 vive ad Auckland, in Nuova Zelanda, dove dal 2004 al 2007 ha ricoperto il ruolo di CEO di Pacificare Trust, ente che svolgeva servizi per il contrasto al gioco d'azzardo compulsivo e all'abuso di droghe e alcol. Dal 2008 al 2010 è stato "capo anziano" della chiesa avventista del settimo giorno di Tuvalu ad Auckland. Per la sua attività a favore delle comunità del Pacifico nel 2014 ha ricevuto la Queen's Service Medal dal governatore generale della Nuova Zelanda ed è il fondatore del "Pacific Islands Climate Change Action Forum" (forum di azione sui cambiamenti climatici nelle Isole del Pacifico).